# Guglielmo I di Schwarzburg-Frankenhausen
Guglielmo I Schwarzburg-Frankenhausen (Sondershausen, 4 ottobre 1534 – Straußberg, 30 settembre 1597) fu il conte regnante di Schwarzburg-Frankenhausen dal 1571 fino alla sua morte. Fu il fondatore del ramo di Schwarzburg-Frankenhausen.

## Biografia
Era figlio del conte Günther XL di Schwarzburg (1490–1552), soprannominato il Ricco o Günther dalla bocca grossa, e di sua moglie, la contessa Elisabetta (+ 14 maggio 1572), una figlia del conte Filippo di Isenburg-Büdingen-Ronneburg. Fu allevato da cristiano e diventò un pio, timorato di Dio, e rigoroso uomo luterano.
Dopo la morte di Günther XL nel 1552, i suoi quattro figli maschi governarono congiuntamente sulle sue terre. Prima di assumere il governo, studiò per diversi anni a Erfurt, a Jena, a Lovanio e a Padova. Dal 1563 al 1565, prestò servizio nell'esercito danese; nel 1566 combatté contro i turchi.
Nel 1571 i fratelli decisero di spartisi il paese. La parte del paese di Guglielmo includeva la città di Frankenhausen, che egli scelse come propria residenza, e i distretti di Straußberg, Heringen e Kelbra. In seguito ricevette anche il distretto di Schernberg. La sua parte della contea prese il nome di Schwarzburg-Frankenhausen, dalla sua residenza.
Dopo che Guglielmo I e il maggiore dei suoi fratelli Günther XLI morirono entrambi senza figli, i due fratelli superstiti, Giovanni Gudicaro I e Alberto VII si divisero il loro possessi. Giovanni Gudicaro I ricevette Arnstadt e Sondershausen fondando il ramo di Schwarzburg-Sondershausen, mentre Alberto VII (1537–1605) ricevette Rudolstadt e Frankenhausen diventando il capostipite di quello di Schwarzburg-Rudolstadt.
Guglielmo I firmò sia la Formula della Concordia del 1577 che il Liber Concordiae del 1580.

## Matrimonio
Il primo matrimonio di Guglielmo I avvenne il 6 aprile 1567 con Elisabetta (+ 23 novembre 1590), figlia del conte Gioacchino di Schlick. Si sposò la seconda volta il 7 marzo 1593 con Clara (1571–1658), figlia del duca Guglielmo il Giovane di Brunswick-Lüneburg. Da nessuno dei due matrimoni nacquero figli.

## Ascendenza
|                                                 |                                         |                                           | Genitori                                    |  |  | Nonni |  |  | Bisnonni                                            |  |  | Trisnonni                                       |  |
|                                                 |                                         |                                           |                                             |  |  |       |  |  | Günther XXXVIII, conte di Schwarzburg-Sondershausen |  |  | Enrico XXVI, conte di Schwarzburg-Sondershausen |  |
|                                                 |                                         |                                           |                                             |  |  |       |  |  | Günther XXXVIII, conte di Schwarzburg-Sondershausen |  |  | Enrico XXVI, conte di Schwarzburg-Sondershausen |  |
|                                                 |                                         | Elisabetta di Kleve                       |                                             |  |  |       |  |  | Günther XXXVIII, conte di Schwarzburg-Sondershausen |  |  |                                                 |  |
| Enrico XXXI, conte di Schwarzburg-Sondershausen |                                         |                                           |                                             |  |  |       |  |  | Günther XXXVIII, conte di Schwarzburg-Sondershausen |  |  |                                                 |  |
|                                                 |                                         | Caterina di Querfurt                      | Bruno VI, signore di Querfurt               |  |  |       |  |  |                                                     |  |  |                                                 |  |
|                                                 |                                         | Caterina di Querfurt                      | Bruno VI, signore di Querfurt               |  |  |       |  |  |                                                     |  |  |                                                 |  |
|                                                 |                                         | Caterina di Querfurt                      | Anna di Gleichen-Tonna                      |  |  |       |  |  |                                                     |  |  |                                                 |  |
| Günther XL, conte di Schwarzburg-Sondershausen  |                                         | Caterina di Querfurt                      |                                             |  |  |       |  |  |                                                     |  |  |                                                 |  |
|                                                 |                                         | Ernesto IV, conte di Honstein-Klettenberg | Enrico XI, conte di Honstein-Klettenberg    |  |  |       |  |  |                                                     |  |  |                                                 |  |
|                                                 |                                         | Ernesto IV, conte di Honstein-Klettenberg | Enrico XI, conte di Honstein-Klettenberg    |  |  |       |  |  |                                                     |  |  |                                                 |  |
|                                                 |                                         | Ernesto IV, conte di Honstein-Klettenberg | Margherita di Waldeck-Waldeck               |  |  |       |  |  |                                                     |  |  |                                                 |  |
| Maddalena di Honstein-Klettenberg               |                                         | Ernesto IV, conte di Honstein-Klettenberg |                                             |  |  |       |  |  |                                                     |  |  |                                                 |  |
|                                                 |                                         | Margherita di Gera                        | Enrico X, signore di Gera                   |  |  |       |  |  |                                                     |  |  |                                                 |  |
|                                                 |                                         | Margherita di Gera                        | Enrico X, signore di Gera                   |  |  |       |  |  |                                                     |  |  |                                                 |  |
|                                                 |                                         | Margherita di Gera                        | Anna di Henneberg-Aschach                   |  |  |       |  |  |                                                     |  |  |                                                 |  |
| Guglielmo I, conte di Schwarzburg-Frankenhausen |                                         | Margherita di Gera                        |                                             |  |  |       |  |  |                                                     |  |  |                                                 |  |
|                                                 | Ludovico II, conte di Isenburg-Büdingen | Teodorico, conte di Isenburg-Büdingen     |                                             |  |  |       |  |  |                                                     |  |  |                                                 |  |
|                                                 | Ludovico II, conte di Isenburg-Büdingen | Teodorico, conte di Isenburg-Büdingen     |                                             |  |  |       |  |  |                                                     |  |  |                                                 |  |
|                                                 | Ludovico II, conte di Isenburg-Büdingen | Elisabetta di Solms-Braunfels             |                                             |  |  |       |  |  |                                                     |  |  |                                                 |  |
| Filippo, conte di Isenburg-Büdingen-Kelsterbach | Ludovico II, conte di Isenburg-Büdingen |                                           |                                             |  |  |       |  |  |                                                     |  |  |                                                 |  |
|                                                 |                                         | Maria di Nassau-Wiesbaden-Idstein         | Giovanni, conte di Nassau-Wiesbaden-Idstein |  |  |       |  |  |                                                     |  |  |                                                 |  |
|                                                 |                                         | Maria di Nassau-Wiesbaden-Idstein         | Giovanni, conte di Nassau-Wiesbaden-Idstein |  |  |       |  |  |                                                     |  |  |                                                 |  |
|                                                 |                                         | Maria di Nassau-Wiesbaden-Idstein         | Maria di Nassau-Dillenburg                  |  |  |       |  |  |                                                     |  |  |                                                 |  |
| Elisabetta di Isenburg-Büdingen-Kelsterbach     |                                         | Maria di Nassau-Wiesbaden-Idstein         |                                             |  |  |       |  |  |                                                     |  |  |                                                 |  |
|                                                 |                                         | Filippo II, conte di Rieneck              | Tommaso II, conte di Rieneck                |  |  |       |  |  |                                                     |  |  |                                                 |  |
|                                                 |                                         | Filippo II, conte di Rieneck              | Tommaso II, conte di Rieneck                |  |  |       |  |  |                                                     |  |  |                                                 |  |
|                                                 |                                         | Filippo II, conte di Rieneck              | Caterina di Hanau                           |  |  |       |  |  |                                                     |  |  |                                                 |  |
| Amalia di Rieneck                               |                                         | Filippo II, conte di Rieneck              |                                             |  |  |       |  |  |                                                     |  |  |                                                 |  |
|                                                 |                                         | Anna di Wertheim                          | Giorgio I, conte Wertheim                   |  |  |       |  |  |                                                     |  |  |                                                 |  |
|                                                 |                                         | Anna di Wertheim                          | Giorgio I, conte Wertheim                   |  |  |       |  |  |                                                     |  |  |                                                 |  |
|                                                 |                                         | Anna di Wertheim                          | Anna di Oettingen                           |  |  |       |  |  |                                                     |  |  |                                                 |  |
|                                                 |                                         | Anna di Wertheim                          |                                             |  |  |       |  |  |                                                     |  |  |                                                 |  |